# سمير الوهج
سمير الوهج (من مواليد يوم 1 سبتمبر 1979-)، لاعب كرة قدم ليبي يلعب في مركز الهجوم.

## مسيرته الرياضية
بدأ مسيرته الرياضية مع نادي غوط الشعال في العاصمة طرابلس و كان ذلك سنة 1993 و استمر في النادي حتى سنة 1998 حيث انتقل لصفوف نادي المدينة الليبي حصل معهم خلالها على لقبين أحدهما للدوري موسم 2001 و الآخر في كأس السوبر ثم انتقل منه إلى نادي الظهرة الليبي و منه عاد إلى نادي المدينة الليبي و من ثم انتقل إلى نادي وفاق صبراتة ثم نادي العروبة الليبي يليه نادي الوحدة الليبي و تحصل معه على لقب هداف الدوري الليبي موسم 2005\2006 و منه نحو نادي الأخضر الليبي و من ثم نحو نادي الأولمبي الليبي فمن ثم نحو نادي العروبة الليبي مجددا و تلته إلى نادي الترسانة الليبي.